# Trophée Banque Bpost 2014-2015
Navigation
2013-2014 2015-2016
Le Trophée Banque Bpost 2014-2015 est la 28e édition du Trophée Banque Bpost (anciennement Trophée Gazet van Antwerpen). Il est composé de huit manches pour les hommes élites, espoirs et pour les femmes, toutes ayant lieu en Belgique entre le 12 octobre 2014 et le 7 février 2015. Toutes les courses élites et femmes font partie du calendrier de la saison de cyclo-cross masculine et féminine 2014-2015. L'ensemble des résultats obtenus lors des courses des élites hommes et femmes ainsi que pour les espoirs donne lieu à un classement général au temps et non par points comme avant. Les juniors, quant à eux, n'ont pas de classement officiel.

## Hommes élites

### Résultats
| # | Date         | Lieu                         | Vainqueur            | Deuxième             | Troisième        | Leader du classement général |
| - | ------------ | ---------------------------- | -------------------- | -------------------- | ---------------- | ---------------------------- |
| 1 | 12 octobre   | Renaix (GP Mario De Clercq)  | Sven Nys             | Mathieu van der Poel | Klaas Vantornout | Sven Nys                     |
| 2 | 1er novembre | Audenarde (Koppenbergcross)  | Wout van Aert        | Sven Nys             | Kevin Pauwels    | Sven Nys                     |
| 3 | 30 novembre  | Hamme-Zogge (Flandriencross) | Wout van Aert        | Mathieu van der Poel | Philip Walsleben | Sven Nys                     |
| 4 | 6 décembre   | Hasselt (GP d'Hasselt)       | Kevin Pauwels        | Wout van Aert        | Tom Meeusen      | Sven Nys                     |
| 5 | 20 décembre  | Essen (GP Rouwmoer)          | Wout van Aert        | Tom Meeusen          | Rob Peeters      | Wout van Aert                |
| 6 | 30 décembre  | Loenhout (Azencross)         | Wout van Aert        | Mathieu van der Poel | Tom Meeusen      | Wout van Aert                |
| 7 | 1er janvier  | Baal (Grand Prix Sven Nys)   | Wout van Aert        | Lars van der Haar    | Kevin Pauwels    | Wout van Aert                |
| 8 | 7 février    | Lille (Krawatencross)        | Mathieu van der Poel | Wout van Aert        | Sven Nys         | Wout van Aert                |

### Classement général
| Pos | Coureur              |    | Temps           |
| --- | -------------------- | -- | --------------- |
| 1   | Wout van Aert        | en | 8 h 20 min 34 s |
| 2   | Kevin Pauwels        | +  | 6 min 17 s      |
| 3   | Sven Nys             |    | 7 min 14 s      |
| 4   | Tom Meeusen          |    | 7 min 53 s      |
| 5   | Lars van der Haar    |    | 12 min 12 s     |
| 6   | Rob Peeters          |    | 17 min 26 s     |
| 7   | Sven Vanthourenhout  |    | 17 min 55 s     |
| 8   | Joeri Adams          |    | 18 min 14 s     |
| 9   | Philipp Walsleben    |    | 20 min 14 s     |
| 10  | Mathieu van der Poel |    | 20 min 18 s     |

## Femmes élites

### Résultats
| # | Date         | Lieu                         | Vainqueur      | Deuxième               | Troisième          | Leader du classement général |
| - | ------------ | ---------------------------- | -------------- | ---------------------- | ------------------ | ---------------------------- |
| 1 | 12 octobre   | Renaix (GP Mario De Clercq)  | Sophie de Boer | Helen Wyman            | Jolien Verschueren | Sophie de Boer               |
| 2 | 1er novembre | Audenarde (Koppenbergcross)  | Sophie de Boer | Jolien Verschueren     | Sanne Cant         | Sophie de Boer               |
| 3 | 30 novembre  | Hamme-Zogge (Flandriencross) | Sanne Cant     | Ellen Van Loy          | Helen Wyman        | Sophie de Boer               |
| 4 | 6 décembre   | Hasselt (GP d'Hasselt)       | Sanne Cant     | Pauline Ferrand-Prévot | Sophie de Boer     | Sophie de Boer               |
| 5 | 20 décembre  | Essen (GP Rouwmoer)          | Sophie de Boer | Sanne Cant             | Ellen Van Loy      | Sophie de Boer               |
| 6 | 30 décembre  | Loenhout (Azencross)         | Kateřina Nash  | Marianne Vos           | Ellen Van Loy      | Sophie de Boer               |
| 7 | 1er janvier  | Baal (Grand Prix Sven Nys)   | Kateřina Nash  | Sanne Cant             | Ellen Van Loy      | Ellen Van Loy                |
| 8 | 7 février    | Lille (Krawatencross)        | Sanne Cant     | Ellen Van Loy          | Helen Wyman        | Ellen Van Loy                |

### Classement général
| Pos | Coureuse           |    | Temps           |
| --- | ------------------ | -- | --------------- |
| 1   | Ellen Van Loy      | en | 5 h 54 min 55 s |
| 2   | Sanne Cant         | +  | 1 min 10 s      |
| 3   | Sophie de Boer     |    | 5 min 25 s      |
| 4   | Helen Wyman        |    | 7 min 09 s      |
| 5   | Jolien Verschueren |    | 10 min 31 s     |
| 6   | Pavla Havlikova    |    | 13 min 39 s     |
| 7   | Nikki Harris       |    | 15 min 04 s     |
| 8   | Loes Sels          |    | 15 min 15 s     |
| 9   | Githa Michiels     |    | 22 min 16 s     |
| 10  | Elle Anderson      |    | 24 min 05 s     |

## Hommes espoirs

### Résultats
| # | Date         | Lieu                         | Vainqueur              | Deuxième               | Troisième              | Leader du classement général |
| - | ------------ | ---------------------------- | ---------------------- | ---------------------- | ---------------------- | ---------------------------- |
| 1 | 12 octobre   | Renaix (GP Mario De Clercq)  | Michael Vanthourenhout | Laurens Sweeck         | Toon Aerts             | Michael Vanthourenhout       |
| 2 | 1er novembre | Audenarde (Koppenbergcross)  | Michael Vanthourenhout | Laurens Sweeck         | Toon Aerts             | Michael Vanthourenhout       |
| 3 | 30 novembre  | Hamme-Zogge (Flandriencross) | Laurens Sweeck         | Michael Vanthourenhout | Yorben Van Tichelt     | Michael Vanthourenhout       |
| 4 | 6 décembre   | Hasselt (GP d'Hasselt)       | Diether Sweeck         | Laurens Sweeck         | Michael Vanthourenhout | Michael Vanthourenhout       |
| 5 | 20 décembre  | Essen (GP Rouwmoer)          | Laurens Sweeck         | Michael Vanthourenhout | Quinten Hermans        | Michael Vanthourenhout       |
| 6 | 30 décembre  | Loenhout (Azencross)         | Laurens Sweeck         | Diether Sweeck         | Toon Aerts             | Michael Vanthourenhout       |
| 7 | 1er janvier  | Baal (Grand Prix Sven Nys)   | Laurens Sweeck         | Toon Aerts             | Michael Vanthourenhout | Laurens Sweeck               |
| 8 | 7 février    | Lille (Krawatencross)        | Laurens Sweeck         | Toon Aerts             | Michael Vanthourenhout | Laurens Sweeck               |

### Classement général
| Pos | Coureur                |    | Temps           |
| --- | ---------------------- | -- | --------------- |
| 1   | Laurens Sweeck         | en | 6 h 28 min 41 s |
| 2   | Michael Vanthourenhout | +  | 41 s            |
| 3   | Toon Aerts             |    | 5 min 39 s      |
| 4   | Diether Sweeck         |    | 9 min 08 s      |
| 5   | Nicolas Cleppe         |    | 14 min 03 s     |
| 6   | Jens Vandekinderen     |    | 14 min 12 s     |
| 7   | Daan Soete             |    | 15 min 42 s     |
| 8   | Quinten Hermans        |    | 17 min 17 s     |
| 9   | Yorben Van Tichelt     |    | 18 min 04 s     |
| 10  | Adam Toupalik          |    | 22 min 51 s     |

## Hommes juniors

### Résultats
| # | Date         | Lieu                         | Vainqueur           | Deuxième       | Troisième     |
| - | ------------ | ---------------------------- | ------------------- | -------------- | ------------- |
| 1 | 12 octobre   | Renaix (GP Mario De Clercq)  | Eli Iserbyt         | Max Gulickx    | Jappe Jaspers |
| 2 | 1er novembre | Audenarde (Koppenbergcross)  | Johan Jacobs        | Mehdy Henriet  | Jens Dekker   |
| 3 | 30 novembre  | Hamme-Zogge (Flandriencross) | Jappe Jaspers       | Thijs Wolsink  | Jenko Bonne   |
| 4 | 6 décembre   | Hasselt (GP d'Hasselt)       | Thijs Wolsink       | Alessio Dhoore | Jarne Driesen |
| 5 | 20 décembre  | Essen (GP Rouwmoer)          | Roel van der Stegen | Seppe Rombouts | Lander Loockx |
| 6 | 30 décembre  | Loenhout (Azencross)         | Roel van der Stegen | Gage Hecht     | Lander Loockx |
| 7 | 1er janvier  | Baal (Grand Prix Sven Nys)   | Johan Jacobs        | Jens Dekker    | Han De Vos    |
| 8 | 7 février    | Lille (Krawatencross)        | Johan Jacobs        | Thijs Wolsink  | Eli Iserbyt   |